# All of Us Are Dead
Production
Diffusion
All of Us Are Dead (hangeul : 지금 우리 학교는 ; hanja : 只今 우리 學校는 ; RR : Jigeum Uri Hakgyoneun ; litt. « Maintenant notre école ») est une série télévisée sud-coréenne créée par Cheon Seong-il et diffusée depuis le 28 janvier 2022 sur Netflix,.
Il s'agit de l'adaptation du webtoon Now at Our School (지금 우리 학교는, 2009) de Joo Dong-geun (주동근),.

## Synopsis
Les étudiants du lycée Hyosan se trouvent coincés dans le campus, ravagé par les zombies.
Les derniers élèves survivants à cette catastrophe doivent trouver tant bien que mal un moyen de s'échapper du lycée puis de la ville, alors que les autorités ont déclaré la loi martiale et bloqué tous les accès à la ville. Ils risquent à leur tour de devenir des zombies.

## Distribution

### Acteurs principaux
- Yoon Chan-young (VF : Esteban Oertli) : Lee Cheong-san, fils de restaurateurs et voisin d'On-jo
- Park Ji-hoo (VF : Maryne Bertieaux) : Nam On-jo, fille du chef d'équipe d'urgence et voisine de Cheong-san
- Cho Yi-hyun (VF : Diane Kristanek) : Choi Nam-ra, la déléguée
- Park Solomon (VF : Martin Faliu) : Lee Soo-hyeok, alias « Pied-su »
- Yoo In-soo (VF : Antoine Fleury) : Yoon Gwi-nam, le voyou mi-humain mi-zombie

### Acteurs secondaires
- Lee Yoo-mi (VF : Geneviève Doang) : Lee Na-yeon, la « meurtrière »
- Lim Jae-hyuk (VF : Maxime Hoareau) : Yang Dae-su, élève chanteur
- Ham Sung-min (VF : Oscar Douieb) : Han Gyeong-su, le meilleur ami de Cheong-san
- Kim Joo-ah (VF : Alice Orsat) : Yoon I-sak, la meilleure amie d'On-jo
- Kim Bo-yoon (VF : Soizic Fonjallaz) : Seo Hyo-ryung, une étudiante timide et naïve
- Kim Jin-young (VF : Émilie Charbonnier) : Kim Ji-min, fille de restaurateurs qui tient tête à Na-yeon
- Ahn Seung-gyun (en) (VF : Julien Portugais) : Oh Joon-yeong, élève technicien
- Son Sang-yeon (en) (VF : Yoann Borg) : Jang Woo-jin, le frère de Ha-ri
- Oh Hye-soo (VF : Ninon Moreau) : Min Eun-ji, victime de harcèlement mi-humaine mi-zombie
- Kim Byung-chul (VF : Olivier Chauvel) : Lee Byeong-chan, professeur de chimie, dont le fils est la cible d'un groupe de lycéens
- Lee Sang-hee (VF : Laurence Sacquet) : Park Eui-won, professeur d'anglais
- Lee Kyu-hyung (VF : Stéphane Fourreau) : l'inspecteur Song Jae-ik
- Park Jae-cheol (VF : Jean-Rémi Tichit) : Jeon Ho-cheol, un jeune officier de police qui fait équipe malgré lui avec Jae-ik
- Jeon Bae-soo (VF : Thierry Ragueneau) : Nam So-joo, chef d'équipe d'urgence et père de On-jo
- Lee Eun-saem (VF : Camille Donda) : Park Mi-jin, une étudiante rebelle en dernière année cachée dans les toilettes
- Yang Han-yeol (VF : Alan Aubert-Carlin) : Yoo Jeon-seong, un étudiant de dernière année caché dans les toilettes
- Jin Ho-eun : Jeong Min-jae, l'archer
- Ha Seung-ri (en) (VF : Laure Sagols) : Jang Ha-ri, l'archère, sœur de Woo-jin
- Ahn Ji-ho (VF : Sébastien Baulain) : Kim Cheol-soo, victime de harcèlement
- Shin Jae-hwi (VF : Benjamin Gauthier) : Chang-hoon, un harceleur
- Lee Chae-eun : Hee-soo, l'étudiante enceinte
- Kim Jeong-yeon : Yang Se-eun
- Hwang Bo-Un (VF : Aurore Saint-Martin) : Lee Ha-lim, une étudiante de dernière année cachée dans les toilettes
- Jeong Yi-seo (VF : Charlotte Campana) : Kim Hyeon-joo, première victime infectée et harceleuse
- Oh Hee-joon (VF : Rémi Caillebot) : Son Myeong-Hwan, le leader des harceleurs
- Yoon Byung-He : Kang Jin-goo, professeur de sport
- Ahn Si-ha : Kim Kyeong-mi, l'infirmière
- Ahn Se-bin, Se-bin, la petite fille sauvée par Jae-ik
- Lee Si-Hoon : le youtubeur inconscient
- Yoon Kyung-ho : Jung Yong-nam, professeur de coréen
- Eom Hyo-seop (VF : Olivier Destrez) : le directeur du lycée Hyosan
- Bae Hae-sun : Park, membre de l'Assemblée nationale
- Jo Dal-hwan (VF : Gilduin Tissier) : Jo Dal-ho, assistant en chef
- Woo Ji-hyun : Woo-sin, l'ambulancier et collègue de So-ju
- Ting Rich (VF : Arnaud Arbessier) : Seon-moo
- Kim Jung-Yeon : Kim Min-ji, une élève de la classe

### Saison 2
- - Park Ji-Hu - Nam On-Jo
  - Yoon Chan-Young - Lee Cheong-San
  - Cho Yi-Hyun - Choi Nam-Ra
  - Lomon - Lee Su-Hyeok
  - Lee Min-Jae - Ma-Ru
  - Kim Si-Eun - Ju-Ran
  - Roh Jae-Won - Han Du-Seok
  - Yoon Ga-I - Jong-A

 Source et légende : version française (VF) sur RS Doublage et carton de doublage français.

## Production

### Développement
Le 12 avril 2020, Netflix annonce dans un communiqué de presse que JTBC Studios et Film Monster produiraient une série intitulée All of Us Are Dead, adaptée du webtoon Now at Our School,.
Le 6 juin 2022, la seconde saison est annoncée.
La deuxième saison devrait sortir en 2026.

### Attribution des rôles
Le 19 avril 2020, Yoon Chan-young est confirmé pour jouer dans la série, en tant que l'un des étudiants. Le 22 avril, Park Ji-hoo rejoint la distribution principale. Le 1er juillet, Cho Yi-hyun, Park Solomon et Yoo In-soo les rejoignent officiellement. Le 6 juillet, Oh Hee-joon les rejoint. Le 30 juillet, Bae Hae-sun et Ahn Seung-gyun sont choisis pour leur rôle secondaire.

### Tournage
Fin août 2020, le tournage est temporairement suspendu en raison de la pandémie de Covid-19 en Corée du Sud.
Le tournage de la deuxième saison débute en juillet 2025.

### Fiche technique
- Titre original : 지금 우리 학교는
- Titre français : Leçons De Survie
- Titre Hanja : 只今 우리 學校는
- Titre international : All of Us Are Dead
- Réalisation : Kim Nam-soo et Lee Jae-gyoo[17]
- Scénario : Cheon Seong-il[17]
- Musique : Mowg
- Création : Chun Sung-il, Lee Jae-gyu et Kim Nam-su
- Photographie : Park Se-seung
- Montage : Shin Min-kyung
- Sociétés de production : JTBC Studios et Film Monster
- Société de distribution : Netflix
- Pays de production :  Corée du Sud
- Langue originale : coréen
- Format : couleur
- Genre : horreur
- Durée : 53-71 minutes
- Date de première diffusion :
  - Monde : 28 janvier 2022 sur Netflix

## Épisodes

### Première saison
La série comporte douze épisodes, dépourvus de titres, diffusée le 28 janvier 2022.

### Seconde saison
La série est en cours.

## Accueil
Les spectateurs sud-coréens ont fait le parallèle entre la situation des lycéens dans la série, abandonnés par les adultes dans une situation de grand danger, avec la catastrophe du naufrage du Sewol en 2014, lorsque 250 élèves d'un même lycée sont morts en raison des défaillances des secours.
Selon le cabinet Flixpatrol, depuis sa sortie, la série fait partie des dix séries les plus regardées dans le monde. Elle s'est trouvée en sixième position à la fin du mois d'octobre 2022.